# Iggejaure
Iggejaure är en sjö i Arvidsjaurs kommun i Lappland och ingår i Piteälvens huvudavrinningsområde. Sjön har en area på 0,556 kvadratkilometer och ligger 302 meter över havet. Iggejaure ligger i Piteälven Natura 2000-område. Sjön avvattnas av vattendraget Tjärgetbäcken.

## Delavrinningsområde
Iggejaure ingår i det delavrinningsområde (732812-166729) som SMHI kallar för Utloppet av Iggejaure. Medelhöjden är 329 meter över havet och ytan är 11,19 kvadratkilometer. Räknas de 4 avrinningsområdena uppströms in blir den ackumulerade arean 65,26 kvadratkilometer. Tjärgetbäcken som avvattnar avrinningsområdet har biflödesordning 3, vilket innebär att vattnet flödar genom totalt 3 vattendrag innan det når havet efter 143 kilometer. Avrinningsområdet består mestadels av skog (61 procent) och sankmarker (31 procent). Avrinningsområdet har 0,35 kvadratkilometer vattenytor vilket ger det en sjöprocent på 3,2 procent.